# Distretto di Acocro
Il distretto di Acocro è uno dei quindici distretti della provincia di Huamanga, in Perù. Si trova nella regione di Ayacucho e si estende su una superficie di 406,83 chilometri quadrati.

Istituito il 23 novembre 1964, ha per capitale la città di Acocro; nel censimento del 2005 contava 9.287 abitanti.